# Oresbius quadriceps
Oresbius quadriceps là một loài tò vò trong họ Ichneumonidae.